# Ursula Curtiss
Ursula Curtiss, född 8 april 1923 i Yonkers i New York, död 10 oktober 1984 i Albuquerque i New Mexico, var en amerikansk deckarförfattare.
Hon debuterade 1948 med "Voice out of darkness" som hon vann bokförlagets deckarpristävling med. Hennes mor var deckarförfattaren Helen Reilly. Hon skrev rysare i "Hade jag bara vetat, så"-skolan.

## Böcker översatta till svenska
- Rösten ur mörkret (översättning Vera och Einar Malm, Geber, 1950) (Voice out of darkness)
- Osynlig, blodig hand (översättning Lars Widding, Geber, 1951) (The second sickle)
- Vem är Sands? (översättning Torsten Ehrenmark, Geber, 1952) (The noonday devil)
- Mördande atmosfär (översättning Nils Jacobsson, Geber, 1955) (The deadly climate)
- Den gåtfulla änkan (översättning Nils Jacobsson, Geber, 1957) (Widow's web)
- Trappan (översättning Gunnar Brolund, Geber, 1958) (The stairway)
- Tigern (okänd översättare, Geber, 1959) (The face of the tiger)
- Så dog drömmaren ... (översättning Rolf Ahlgren, Geber, 1961) (So dies the dreamer)
- Vad lider natten (översättning Rolf Ahlgren, Geber, 1962) (Hours to kill)
- Den förbjudna trädgården (översättning Nils Jacobsson, Geber, 1963) (The forbidden g garden)
- Getingen (översättning Nils Jacobsson, Geber, 1964) (The wasp)
- Tillfället gör mördaren (översättning Sture Biurström, Geber, 1965) (Out of the dark)
- Halvenskilt (översättning Sture Biurström, Geber, 1967) (Danger: hospital zone)
- Hotelsebrevet (översättning Gösta Dahl, Skoglund, 1972) (Letter of intent)
- Det hemliga rummet (anonym översättning, Saxon & Lindström, 1981)

## Filmatiseringar
- 1965 I Saw What You Did!, regisserad av William Castle, byggd på "Tillfället gör mördaren"
- 1969 What Ever Happened to Aunt Alice?, regisserad av Lee H. Katzin, byggd på "Den förbjudna trädgården"
- 1988 I Saw What You Did, TV-film regisserad av Fred Walton